# Appaleptoneta coma
Espèce
Synonymes
- Leptoneta coma Barrows, 1940

Appaleptoneta coma est une espèce d'araignées aranéomorphes de la famille des Leptonetidae.

## Distribution
Cette espèce est endémique des États-Unis. Elle se rencontre à Gatlinburg dans le comté de Sevier au Tennessee et dans le comté de Washington en Virginie.

## Description
Le mâle holotype mesure 1,52 mm, un mâle paratype 1,5 mm et une femelle paratype 1,7 mm .

## Publication originale
- Barrows, 1940 : New and rare spiders from the Great Smoky Mountain National Park region. Ohio Journal of Science, vol. 40, no 3, p. 130-138 (texte intégral).